# Domenico Rao
Domenico Rao (* 11. Juni 1977) ist ein italienischer Leichtathlet. Seine persönliche Bestzeit im 400-Meter-Lauf ist 47,09 s, welche er 1998 erreichte.
Rao gewann bei den Leichtathletik-Halleneuropameisterschaften 2009 am 8. März 2009 mit der Staffel über 4-mal 400 Meter die Goldmedaille. Am 21. Juni 2009 erreichte er bei der Leichtathletik-Team-Europameisterschaft in Leiria mit Domenico Fontana, Marco Vistalli und Isalbet Juarez Rang sieben.